# Plectris tenuevestita
Plectris tenuevestita är en skalbaggsart som beskrevs av Frey 1967. Plectris tenuevestita ingår i släktet Plectris och familjen Melolonthidae. Inga underarter finns listade i Catalogue of Life.